# لا تقتل
«لَا تَقْتُلْ» (بالعبرية: לֹא תִּרְצָח) هي الوصية السادسة من الوصايا العشر في الكتاب المقدس العبري، والتي كُتبت على ألواح موسى. تُعتبر هذه الوصايا ضروريات أخلاقية، ولا تزال تعتبر قانونًا قابلاً للإنفاذ من قبل البعض. ويصف سفر الخروج الوصايا العشر على أنها كلام الرب، نقشت على لوحين حجريين بإصبع الرب، كسرها موسى، وأعاد الرب كتابتها على أحجار بديلة.
تؤكد الوصية على عدم القتل العمد بغير حق.

## العهد القديم
يعتبر البعض الوصية ضد القتل على أنها قضية قانونية تحكم العلاقات البشرية، مشيرة إلى أن الوصايا الأربع الأولى ترتبط بقوة بواجب الإنسان تجاه الله والوصايا الست الأخيرة تصف الواجبات تجاه البشر.
يصور سفر التكوين أيضًا حظر سفك الدم البريء باعتباره جانبًا مهمًا من عهد الله مع نوح وهي ما تُعرف بشرائع نوح السبع.
تصف التوراة القتل بأنه جريمة كبرى وتصف عددًا من التفاصيل في الفهم الأخلاقي والتنفيذ القانوني للعواقب. سمح قانون الكهنوت لأقارب الضحية بالانتقام من المشتبه به؛ ولكن يمكن للمتهم أن يبحث عن ملجأ، لكن تم إلغاء هذا القانون بعد وفاة الكاهن الأعظم لبني إسرائيل الذي صاغ القانون.

### القتل المبرر: عقوبة الإعدام
ميز الكتاب المقدس العبري بين سفك الدم البريء وبين عقوبة القتل والإعدام، واعتبر عدد من الخطايا جديرة بعقوبة الإعدام بما في ذلك القتل، وسفاح القربى، وشهادة الزور، والزنا، وعبادة الأصنام، والبهيمية، وتضحية الأطفال للآلهة الوثنية، وشتم الوالدين، والكهانة، والشذوذ الجنسي، وعدد كبير من الذنوب التي يُعاقب عليها بالإعدام.
على سبيل المثال تصف رواية سفر الخروج الناس على أنهم تحولوا إلى عبادة الأصنام والعجل الذهبي بينما كان موسى على الجبل يتلقى الشريعة من الله. وعندما نزل موسى، أمر اللاويين بحمل السيف ضد إخوانهم وأصحابهم وجيرانهم. وأطاع اللاويون وقتلوا حوالي ثلاثة آلاف رجل أخطأوا في عبادة العجل الذهبي. ونتيجة لذلك قال موسى أن اللاويين حصلوا على البركة في ذلك اليوم. وفي مناسبة منفصلة رجم مجدف حتى الموت لأنه جدف على اسم الرب.
ويحتوي الكتاب المقدس العبري على العديد من الأمثلة الأخرى عن إعدام المذنبين كنتيجة للجرائم.

### القتل المبرر: في الحرب

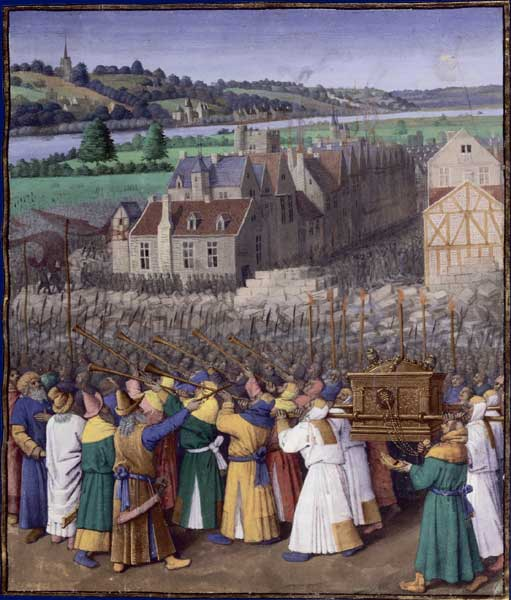
الاستيلاء على أريحا (جان فوكيه، 1452-1460)

ميز الكتاب المقدس العبري بين سفك الدم البريء وبين سفك دماء الأعداء. وكثيراً ما يمدح الكتاب المقدس مآثر الجنود ضد الأعداء في المعارك، فيُنسب الفضل إلى أحد جنود داود في قتل ثمانمائة رجل بالرمح، ويُنسب الفضل إلى أبيشاي في قتل ثلاثمائة رجل.
وأحيانًا يمتد الأمر إلى قتل الأبرياء والأطفال والنساء والشيوخ، كما في معركة أريحا. حيث أمر يشوع بحرق كل ما في المدينة بما فيها من رجل وامرأة وطفل وشيخ حتى البقر والغنم ما عدا راحاب الزانية حسب نص سفر يشوع 6، «وَحَرَّمُوا كُلَّ مَا فِي الْمَدِينَةِ مِنْ رَجُل وَامْرَأَةٍ، مِنْ طِفْل وَشَيْخٍ، حَتَّى الْبَقَرَ وَالْغَنَمَ وَالْحَمِيرَ بِحَدِّ السَّيْفِ»، «وَأَحْرَقُوا الْمَدِينَةَ بِالنَّارِ مَعَ كُلِّ مَا بِهَا، إِنَّمَا الْفِضَّةُ وَالذَّهَبُ وَآنِيَةُ النُّحَاسِ وَالْحَدِيدِ جَعَلُوهَا فِي خِزَانَةِ بَيْتِ الرَّبِّ.».:100,101 فشلت المحاولة الأولى للاستيلاء على المدينة، وبعد محاولة ثانية ينتصر بنو إسرائيل وينتهي يشوع 8 بحرق المدينة بأكملها ومقتل جميع سكانها.

## العهد الجديد
يتفق العهد الجديد على أن القتل هو شر أخلاقي خطير، ويحافظ على وجهة نظر العهد القديم في حفظ الدماء. وكرر يسوع الوصية نفسها «لا تقتل».